# Падел
Падел је спорт са рекетом који се игра у двоје (сингл) или четворо (дубл) на терену димензија 10 x 20 метара. Терен је окружен стакленим зидовима и металном мрежом од којих се лоптица одбија слично као у сквошу. Поен се завршава када лоптица удари два пута у под или не буде враћена преко мреже правилно. Победник је онај тим који први освоји два од три сета. За разлику од тениса, рекети за падел су чврсти и немају жице, већ су израђене од композитних материјала с мноштвом малих отвора.
На основу података Међународне падел федерације (ФИП) из 2023. године, постоји више од 25 милиона активних играча у преко 90 земаља. Вредност падела износи око 2 милијарде евра годишње.

## Историја
Сматра се да је спорт измислио у Акапулку, Мексико Енрике Коркуера 1969. године, тако што је преправио свој терен за сквош како би укључио елементе платформског тениса.
Падел је био спорт намијењен малом броју људи деценијама, али његова популарност је нагло порасла током пандемије ЦОВИД-19 јер се могао играти напољу и није укључивао физички контакт.
Падел је укључен у Европске игре 2023. Међународна федерација за падел (ФИП) жели да има 75 националних федерација како би падел постао олимпијски спорт за Летње олимпијске игре 2032. године.
Три падел терена могу стати на један тениски терен, па многи тениски клубови претварају тениске терене у падел терене јер је то профитабилније за власнике послова.
У 2023. години, Премиер Падел (у власништву "Qatar Sports Investments" и покренут 2022. године са ФИП-ом) стекао је конкурентске Wорлд Падел Тоур из Мадрида како би створио нови глобални круг, почевши од 2024. године.
Deloitte očekuje da će broj padel terena dostići 84.000 do 2026. godine.

## Правила
- Играчи: Обично играју у паровима на терену димензија 10 x 20 метара (32' 10" x 65' 7"). За појединачне игре користи се терен димензија 6 x 20 метара (19' 8" x 65' 7").
- Сервиси: Сервиси се увек изводе испод руке. Лоптице које ударе у зидове око терена након што одскоче од пода и даље су у игри.
- Лоптице: За званичне мечеве користе се специфичне падел лоптице; сличне су тениским лоптицама, али су нешто мање. Падел се обично игра рекреативно са стандардним тениским лоптицама.
- Рекети: Падел рекети су направљени од композитног материјала без жица. Површина за ударање је перфорирана. Рекет је сличан ономе који се користи у платформском тенису, али има своје спецификације.
- Терен: Терен има под од бетона, пластике или вештачке траве. Дизајниран је слично као тениски терен, само је мањи - димензија 10x20 м, са мрежом висине 0,88м (34,6 инча) на средини. Терен је окружен зидовима висине 4 метра направљеним од стакла или цигле, или оградом када је напољу.

### Бодовање
Падел прати исто бодовање као и тениски систем бодовања са сљедећим изузетком:
- У сезони 2020, World Padel Tour је увео "Златну тачку" или "Златни поен", нови начин бодовања за главне турнире (Мастер Финал, Мастер, Опен и Цхалленгер) организоване од стране Тура. Овај начин бодовања је широко прихваћен и на турнирима који нису професионални.[10]
  - Златна тачка у паделу:
    - Златна тачка се јавља када резултат дође до изједначења током било које игре.
    - Тим који прима сервис бира да ли ће сервис долазити с десне или леве стране терена.
    - Тим који освоји ту једну тачку ће освојити игру.

### Терен
Правила падела наводе да игралиште треба да буде правоугаоник широк 10 метара и дуг 20 метара, ограђен зидовима. На средини игралишта налази се мрежа која дели терен на два дела, са максималном висином од 88 центиметара у средини, која се повећава на 92 центиметара на крајевима (с толеранцијом од 0,5 центиметра).
Надградња је направљена спајањем панела високих 3 м и широких 2 м, с додатном висином мреже од 1 м изнад стаклених задњих зидова (зидови дужине 10 м). Ова додатна висина од 1 м наставља се још 2 м од сваког угла и преко бочних зидова. То значи да су задњи зидови и углови за сервирање заправо високи 4 м, док су преостали бочни зидови високи 3 м.
Стаклени панели чине задње зидове и бочне зидове за сервирање (најближе два бочна панела задњим зидовима), док металне мрежасте панеле заузимају стране.
Линије за сервирање постављене су 3 метра испред задњег зида, а постоји и друга линија на средини која дели централни правоугаоник на пола. Све линије су широке 5 центиметра и треба да буду јасно видљиве.
Минимална висина између игралишта и препреке (нпр. плафона) износи 6 метара.

## Развој

### Европа
Padel Pro Tour (PPT)  је професионални падел круг основан 2005. године као резултат договора између групе организатора падел мечева и Удружења професионалних играча падела (AJPP) и Шпанске женске асоцијације за падел (АФЕП). Данас је најважнији падел круг World Padel Tour (WPT), који је започео у Шпанији, али је већ постигао међународну експанзију. Године 2014, WPT је путовао у Португал, Аргентину и Дубаи.
Иако падел потиче из шпанских земаља, број играча и клубова у северном делу Европе расте. Шведска је земља са другим највећим бројем претрага за термин "падел" на Гоогле-у након Шпаније, према извештају који су представили Плаyтомиц и Монитор Делоитте. Док земље попут Финске, Данске, Холандије и Норвешке углавном бирају изградњу затворених падел клубова због својих климатских услова, Белгија, Италија, Француска и Немачка преферирају отворене терене. У Шпанији, Шведској и Португалу више људи игра падел него тенис. 
У Шпанији, Шведској и Португалу више људи игра падел него тенис.

## Речник
Већи део падел вокабулара долази из Шпаније због популарности у земљи. Међутим, са брзим растом на Блиском Истоку и у Африци, све више речи се додаје падел вокабулару: 
- Bandeja: An overhand shot hit with spin rather than power, taken out of the air without letting the ball bounce.
- Víbora: Similar to the bandeja but hit with more power and spin, typically diagonally down.
- Bajada: When a ball takes a high bounce off the wall and is brought down with an overhand hit.
- Chiquita: Similar to a drop shot.
- Salida ('exit'): A player running off the court to save a ball that has bounced off the wall and out of the 20 by 10 court.
- Cadete: A behind-the-back shot.